# Bitva o Trenton
Bitva o Trenton byla malá, ale mimořádně důležitá bitva americké války za nezávislost, k níž došlo koncem prosince 1776. Washingtonova Kontinentální armáda, zkrušená předchozími porážkami (bitva o Long Island, bitva o Fort Washington), nedostatkem zásob a krutým zimním počasím, se vydala ze zbytku svých sil, když v skrytu noci z 25. na 26. prosince 1776 překročila zčásti zamrzlou řeku Delaware a po čtrnáctikilometrovém pochodu ještě ten stejný den zaútočila na Trenton držený třemi hesenskými pluky.
Již tak početně slabší Hesenští byli přesvědčeni, že za stávajícího počasí není nepřátelský útok možný, takže omezili hlídky a zrušili dálkový průzkum a většina důstojníků i mužstva se pilně oddávala slavení Vánoc. Útok je tak zcela zaskočil a přes počáteční statečné pokusy o odpor museli rychle ustoupit nebo kapitulovat. Ztráty Američanů byly minimální, Hesenští měli nepoměrně větší počet mrtvých, zraněných a především velké množství zajatých. Jen třetině jejich mužů se podařilo vyváznout.
Bitva nebyla velká rozsahem, ale poskytla americké straně nemalou kořist a velkou psychologickou vzpruhu. Washington původně hodlal pokračovat v překvapivé zimní ofenzívě, ale zhoršující se počasí, které znemožnilo zbylým částem jeho uskupení přesuny, ho přimělo od toho upustit a vrátit se zpět do Pensylvánie.